# Mark Eden (Gitarrist)
Mark Eden (* auf der Isle of Wight) ist ein britischer Gitarrist und Musikpädagoge.
Eden studierte an der Royal Academy of Music Gitarre bei Colin Downs und Michael Lewin und erhielt den Julian Bream Prize und den Principal's Prize for Achievement. Noch während des Studiums gründete er 1989 mit Christopher Stell das Eden Stell Guitar Duo. Mit einem Stipendium der Worshipful Company of Musicians vervollkommneten beide ihre Ausbildung bei dem brasilianischen Gitarrenduo Sergio und Odair Assad in Brüssel.
Das Duo trat bei den Park Lane Group’s Young Artists’ Concert Series auf, gewann den Wettbewerb der South East Musicians’ Platform, gab Konzerte mit dem Prague Chamber Orchestra und dem International Philharmonic Orchestra auf und nahm an Konzerten der Guitar Foundation of America (2009), den Omni Foundation Concert Series in San Francisco (2010), dem London Guitar Festival (2008-9) und dem Alla Grande Festival in Kanada (2009) auf. Komponisten wie Stephen Dodgson (1924–2013), Adam Gorb, Dušan Bogdanović, Gary Ryan und Johannes Möller schrieben für das Duo, und mehrere CDs erschienen bei den Labels BSG, Hannsler Classics und Docker. 2007 gründeten Eden und Stell das Vida Guitar Quartet.
Eden unterrichtet am Birmingham Conservatoire und der Guildhall School of Music and Drama, ist künstlerischer Leiter des Winchester Guitar Festival und des World Youth Guitar Festival. Im Jahr 2000 wurde er als Honorary Associate der Royal Academy of Music ausgezeichnet.